# Orde van Verdienste voor Defensie en Veiligheid
De Orde van Verdienste voor Defensie en Veiligheid (Servisch: Орден за заслуге у областима одбране и безбедности/"Orden za Zasluge u Oblasti Odbrane i Bezbednosti") is op 4 december 1994 ingesteld. De orde heeft drie graden en wordt op de linkerborst vastgepind. Men draagt de onderscheiding niet aan een lint.
Men verleent deze ridderorde voor "verdienste voor defensie en staatsveiligheid".
Het kleinood bestaat uit een zilveren zestienpuntige ster met een opengewerkt medaillon met in het midden een gouden Servisch wapenschild. De ring om het medaillon is bezet met een groene lauwerkrans, de omlijsting is van zilver.
Het lint, voor de baton, is rood met een smalle witte middenstreep.
Orde van de Grote Joegoslavische Ster ·
Orde van de Joegoslavische Ster ·
Orde van de Joegoslavische Vlag ·
Orde van Vrijheid ·
Orde van Nationale Held ·
Orde van Held van de Socialistische Arbeid ·
Orde van Nationale Bevrijding ·
Orde van de Militaire Vlag ·
Partizanenster ·
Orde van de Republiek ·
Orde van Nationale Verdienste ·
Orde van Broederschap en Eenheid ·
Orde van het Volksleger ·
Orde voor Militaire Verdienste ·
Orde voor Dapperheid ·
Keten van de Orde van Joegoslavië ·
Orde van Verdienste van de Federale Republiek Joegoslavië ·
Orde van het Ridderzwaard ·
Orde van Nemanja ·
Orde van Njegoš ·
Orde van Vuk Karadžić ·
Orde van Tesla ·
Orde van de Arbeid ·
Orde van Dapperheid ·
Orde van Verdienste voor Defensie en Veiligheid
Zie ook: Ridderorden in Joegoslavië